# Auguste Reuß zu Köstritz

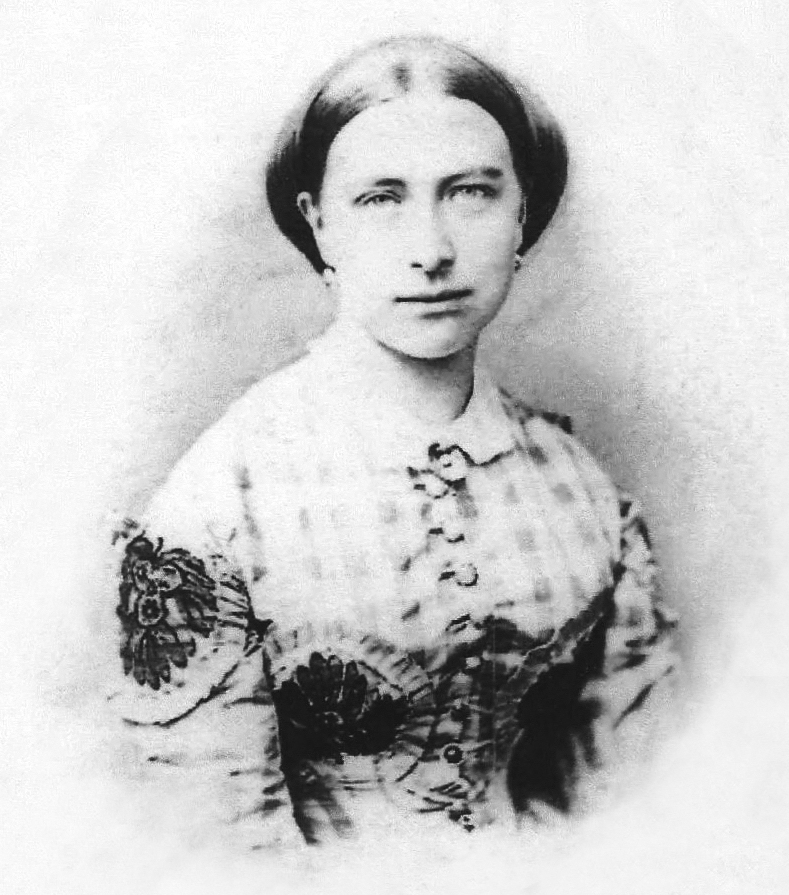
Auguste Reuß zu Köstritz

Auguste Mathilde Wilhelmine Prinzessin Reuß zu Köstritz (* 26. Mai 1822 in Klipphausen; † 3. März 1862 in Schwerin) war durch Heirat Großherzogin von Mecklenburg im Landesteil Mecklenburg-Schwerin.

## Leben
Auguste Reuß zu Köstritz war die Tochter des Prinzen Heinrich LXIII. Reuß zu Köstritz (1786–1841) und der Gräfin Eleonore zu Stolberg-Wernigerode (1801–1827).
Am 3. November 1849 heiratete Auguste Großherzog Friedrich Franz II. von Mecklenburg [-Schwerin]. In 13 Jahren Ehe hatte das Paar sechs Kinder:
- Friedrich Franz III. (1851–1897)
- Paul Friedrich (1852–1923)
- Marie (1854–1920); ⚭ Wladimir von Russland
- Nikolaus (1855–1856)
- Johann Albrecht (1857–1920)
- Alexander (1859–1859)

Augustes früher Tod wirft Fragen auf. Am Hof sprach man von einer „mit einem Bronchialleiden verbundenen Herzkrankheit“. Ein Biograph hielt hingegen ein „kattharilisches Fieber“ für die Todesursache, und auch Königin Victoria von England, die in ihrem Tagebuch vom 3. März 1862 den Tod der Großherzogin erwähnt, spricht nur von "Fieber". Andere wiederum vermuteten eine damals weit verbreitete Tuberkuloseerkrankung. Dies war damals ein Tabuthema. Es senkte die Wahrscheinlichkeit, Kinder zu gebären, und somit wären die Chancen, Auguste angemessen zu verheiraten, sehr gering gewesen. Ihr ältester Sohn litt ebenfalls an einer schwachen Lunge.

## Erinnerung

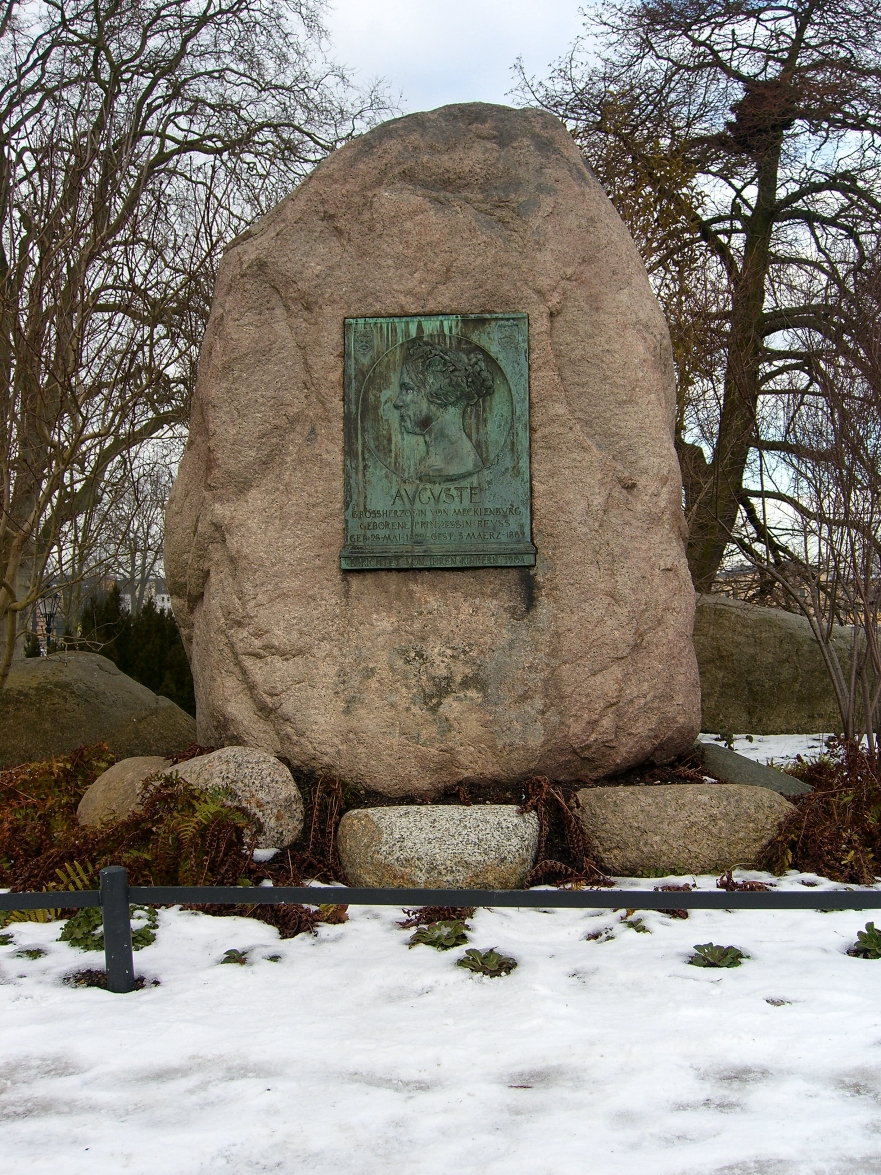
Gedenkstein von 1904/05 für Großherzogin Auguste mit Relief von Wilhelm Wandschneider

Ihre Kinder ließen ihr im Burggarten des Schlosses Schwerin 1905 einen Gedenkstein mit Porträtrelief in Bronze von Bildhauer Wandschneider errichten.
Auch das Augustenstift zu Schwerin, eine diakonische Einrichtung der Altenhilfe, erinnert an die Großherzogin.